# Komunitní rada Manhattanu 7

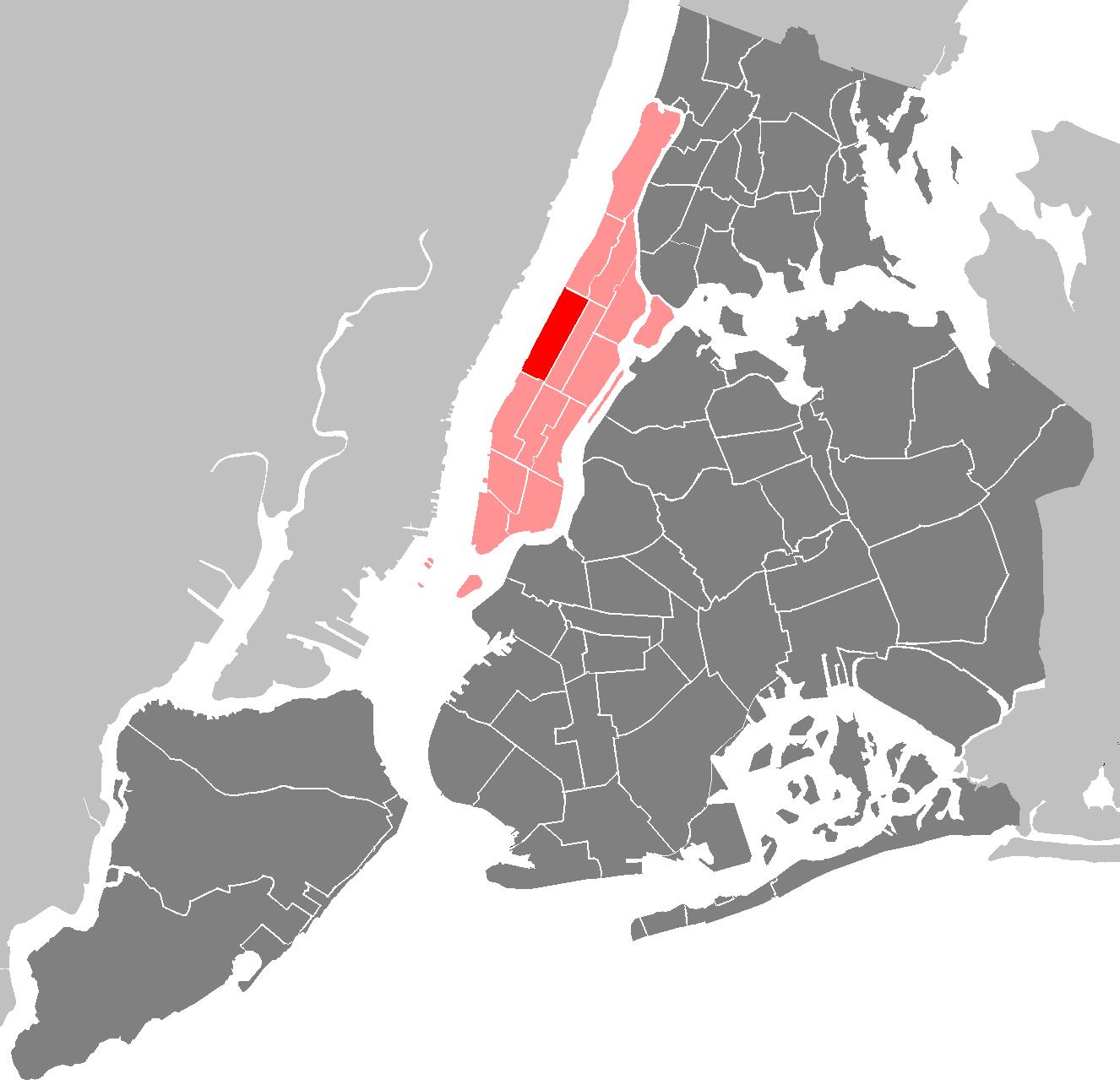
Poloha na Manhattanu

Komunitní rada Manhattanu 7 (Manhattan Community Board 7) je jednou z komunitních rad na newyorském Manhattanu. Zahrnuje části Manhattan Valley, Upper West Side a Lincoln Square.
Na východě ji ohraničuje Central Park, na jihu 59. ulice, na západě Hudson River a na severu Cathedral Parkway. Předsedou je Hope Cohen a správcem Penny Ryan.